# Caral
Caral je najstarije pretkolumbovsko naselje južnoameričkih kultura. Nalazi se u dolini rijeke Supe, u blizini grada Supe (peruanska pokrajina Barranca), oko 200 km od grada Lime. Naselje Caral je pripadalo kulturi Norte Chico (9210. pr. Kr.-1800. pr. Kr.) koja je razvila i najstariju američku civilizaciju oko 3000. pr. Kr. do 1800.pr. Kr. Ovaj, danas tek arheološki lokalitet, pokriva površinu od preko 60 hektara i od 2600. – 2000. pr. Kr. u njemu je živjelo oko 3.000 stanovnika. Iako postoje i drugi gradovi Norte Chico kulture u okolici, koji također polažu pravo na titulu najstarijeg naselja Amerika, Caral je najveći i najistraženiji lokalitet. Zbog toga je upisan na UNESCO-ov popis mjesta svjetske baštine u Americi 2009. godine kao "najstarije središte američkih civilizacija".

## Povijest
Tijekom tisuću godina svog postojanja, Caral je nekoliko puta bio preoblikovan, što se može vidjeti u slojevima svake građevine. U prvom razdoblju (prije 3000. pr. Kr.) postoje dokazi naseljavanja obitaljskih skupina, a u drugom "starom" razdoblju (3000. – 2600. pr. Kr.) nastaje središnja "glavna" zona s trgovima i monumentalnim građevinama, dok se u srednjem razdoblju (2300. – 2100. pr. Kr.) građevine uvećavaju i grade se velike terase, a trgovi se uokviruju četverokutnim pregradama, te se utjecaj kulture širi na jug sve do mjesta El Paraiso u dolini Chillón i na sjever do doline rijeke Santa. Naposljetku, u kasnom razdoblju (2100. – 1800.) javne građevine obnavljaju manjim kamenjem, a naselje se smanjuje.
Nakon što je napušten sporadično su ga naselile druge kulture, ali uglavnom na ivicama starog grada i bez narušavanja njegove arhitekture. Prvi put to je bilo oko 1000. pr. Kr. (tzv. Srednje klasično doba andskih kultura), a drugi put između 900. i 1440. godine (tzv. razdoblje država i vojvodstava). Također, kako u gradu nije bilo zlata i srebra, nisu ga prekopavali ni pljačkaši. Nadalje, u blizini grada nisu nikla moderna naselja (osim turističkih ustanova od lokalnih materijala), a središnja dolina rijeke Supe je orijentirana tradicionalnoj poljoprivredi, te je njegov kulturni krajolik velike ljepote nedirnut razvojem.

## Odlike
Iako je pronađeno još 17 sličnih naselja kulture Norte Chico, Caral je ubjedljivo najveće (oko 607 km²) i najistraženije. Caral ima izvrsno sačuvan kompleksni plan s monumentalnim kamenim građevinama, kao što su šest divovskih piramida, umjetne zemljane terase i udubljena kružna dvorišta. Velika piramida (Pirámide Mayor) iz oko 2000. pr. Kr., površine četiri nogometna igrališta, visoka je 18 m i najveća je građevina andskih kultura.
Njegov plan, monumentalne građevine i palače elite svjedoče kako je Caral bio obredno središte snažne vjerske ideologije. Također, kipu (sustav čvorova koji su koristile andske civilizacije za zabilježavanje podataka) koji su pronađeni u Caralu svjedoče da je u njemu postojalo složeno i razvijeno društvo. Uz to, izostanak bilo kakvih nalaza oružja i osakaćenih tijela dovodi do zaključka kako se radilo o miroljubivoj kulturi utemeljenoj na trgovini i zabavi. U prilog tomu svjedoči i pronalazak 32 flaute od kostiju kondora i pelikana, te 37 truba od kostiju ljama i jelena. One su pronađene u jednoj od piramida i datirane su u oko 2170. pr. Kr. (+-90 god.).
Od ostalih nalaza na lokalitetu ističe se otkriće dječjeg groba u kojemu je beba bila umotana i pokopana s ogrlicom od kamenih perli, ali i pletenih korpi za nošenje kamenja koje su datirane u oko 2627. pr. Kr. Kako niži slojevi lokaliteta još nisu iskopani, postoje pretpostavke kako je on još stariji.
- Velika piramida
- Stubište piramide
- Monolit na svetoj cesti
- "Oltar svete vatre"
- Drevne korpe na lokalitetu

## Vanjske poveznice
- Službena stranica Carala s trodimenzionalnim modelima rekonstruiranih spomenika
- Caral. Searching the origin of civilisations BBC Learning video 49.03 min. (engl.)